# Rocher Plat
Le rocher Plat est un sommet des Préalpes vaudoises, rattachées aux Alpes bernoises, en Suisse, qui culmine à 2 257 m d'altitude.

## Géographie
Le rocher Plat est situé au nord de la Gummfluh et au sud-ouest du Rubli. Il domine au nord la vallée de la Sarine et la commune de Rougemont, et au nord-est la commune de Château-d'Œx.